# Severo Rodríguez Etchart

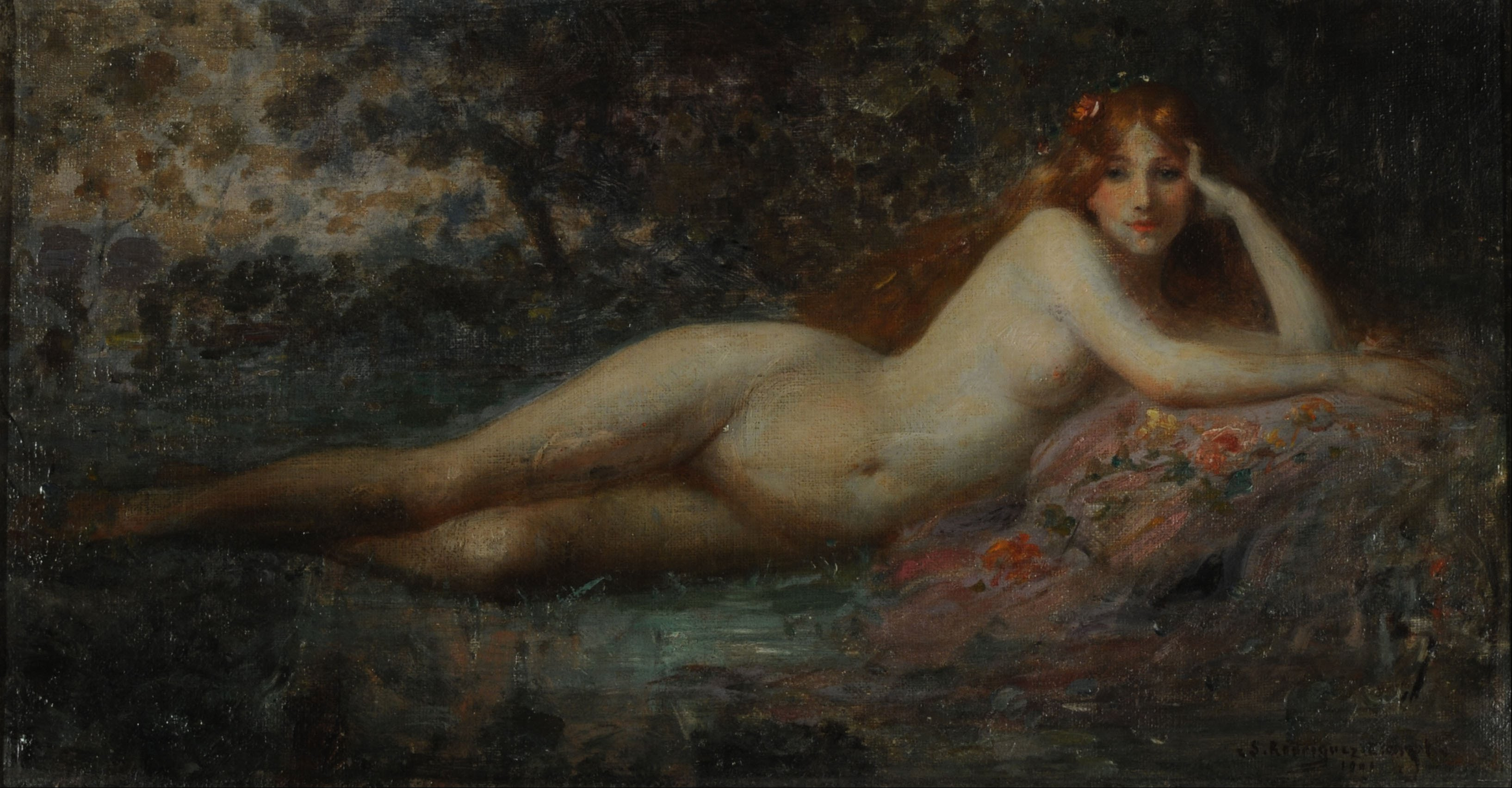
Studio di nudo (Louly), 1901

Severo Rodríguez Etchart (Buenos Aires, 26 settembre 1864 – Buenos Aires, 2 luglio 1903) è stato un pittore argentino.

## Biografia
Severo Rodríguez Etchart nacque a Buenos Aires nel 1864. Iniziò la propria formazione artistica al collegio nazionale bonaerense con i professori Ernest Charton e Giuseppe Aguiari. In seguito frequentò l'associazione Estímulo de Bellas Artes, dove seguì i corsi del pittore realista italo-argentino Francisco Romero.

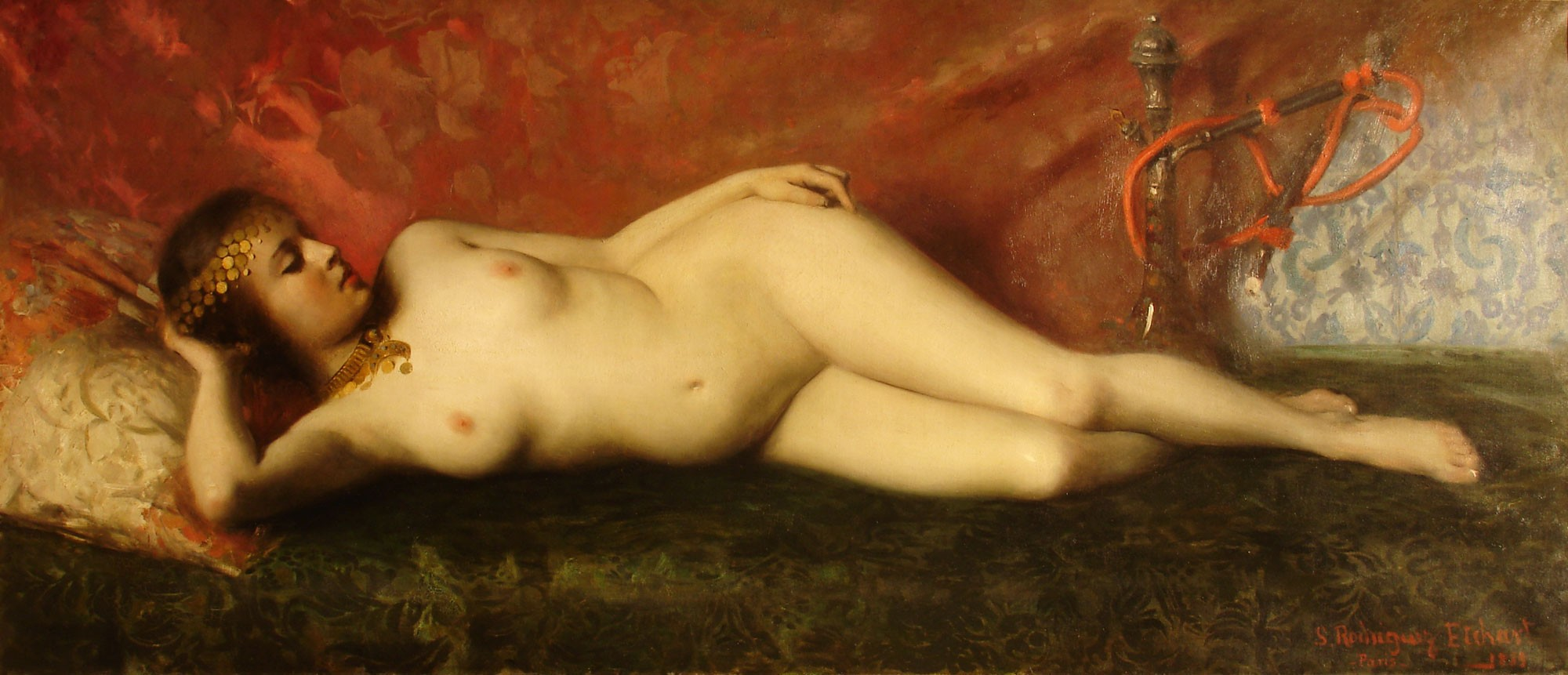
Nudo (Donna orientale), 1899

Nel 1879, continuò la propria formazione in Europa. Si stabilì a Torino, dove seguì le lezioni dell'accademia Albertina, dopodiché partì per Parigi per studiare nell'atelier del pittore Carolus-Duran, prima di finire all'accademia Julian presso i pittori William Bouguereau e Tony Robert-Fleury. Quindi egli visse tra l'Argentina e la Francia, esponendo soprattutto al Salone degli artisti francesi del 1896 e del 1899 (in un'occasione espose un dipinto ritraente Salomè). Nel corso della sua carriera, firmò dei paesaggi, dei ritratti, delle nature morte, dei nudi e delle scene di genere, e fece parte del movimento del costumbrismo.
Egli morì a Buenos Aires nel 1903. Le sue opere sono conservate soprattutto al museo nazionale delle belle arti di Buenos Aires, al museo provinciale di belle arti Franklin Rawson di San Juan e al museo d'arte di Tigre.

## Galleria d'immagini

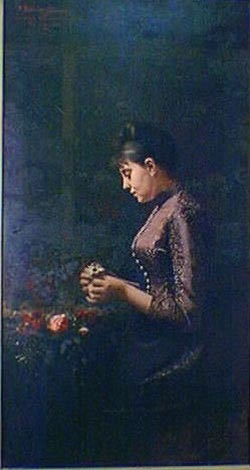
El ramo, 1885
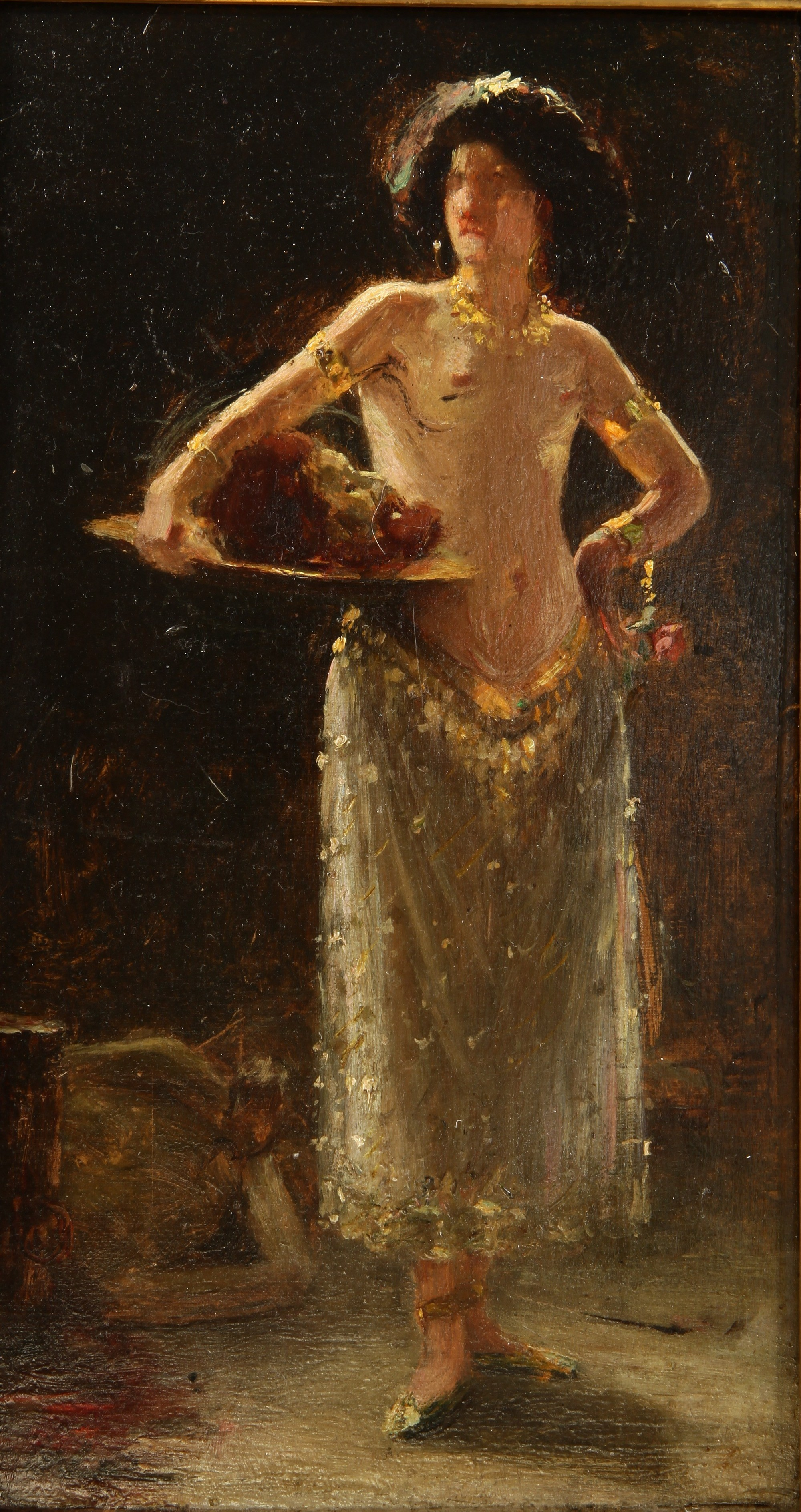
Uno studio per la Salomè, fine del XIX secolo
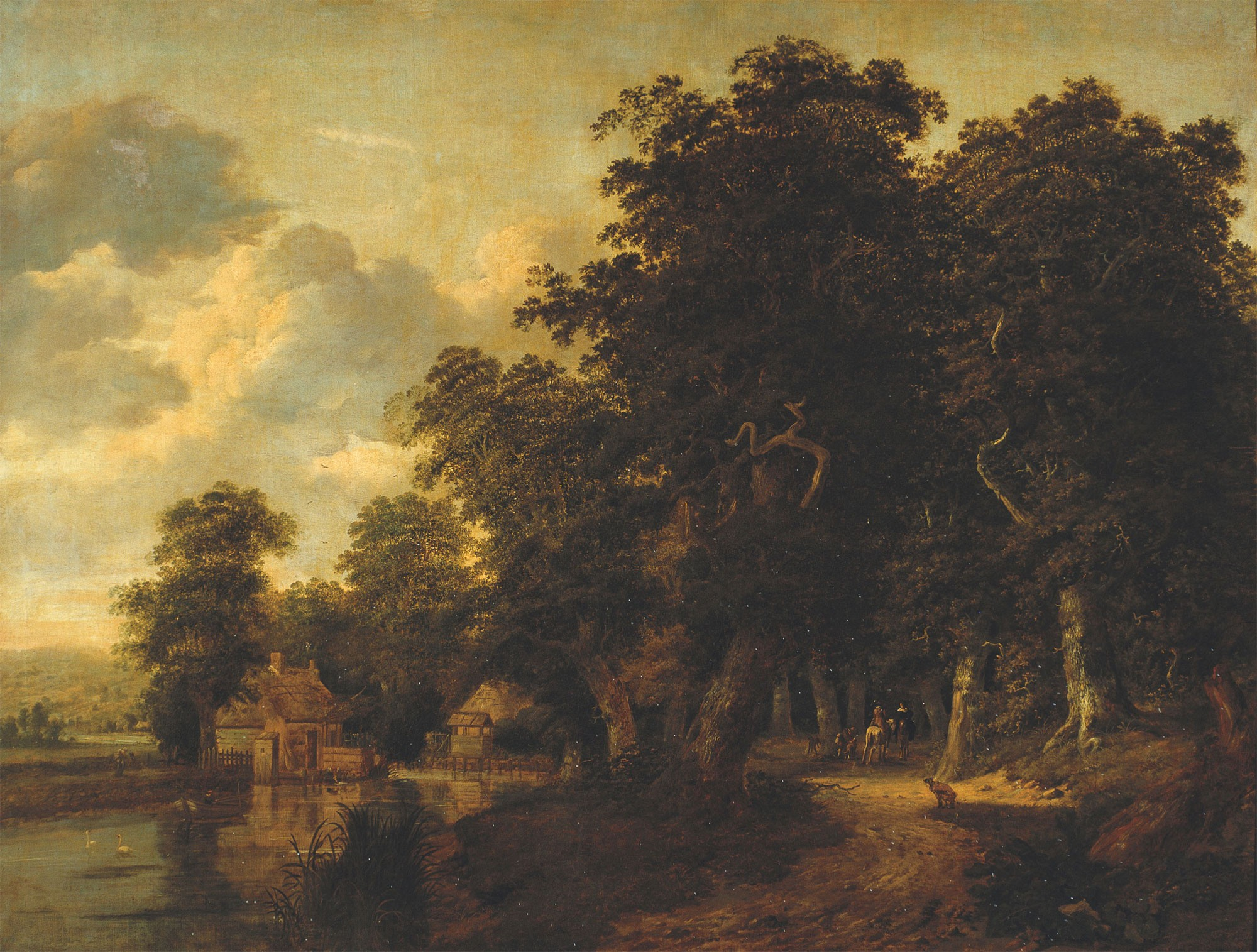
Petit Bleu, 1900
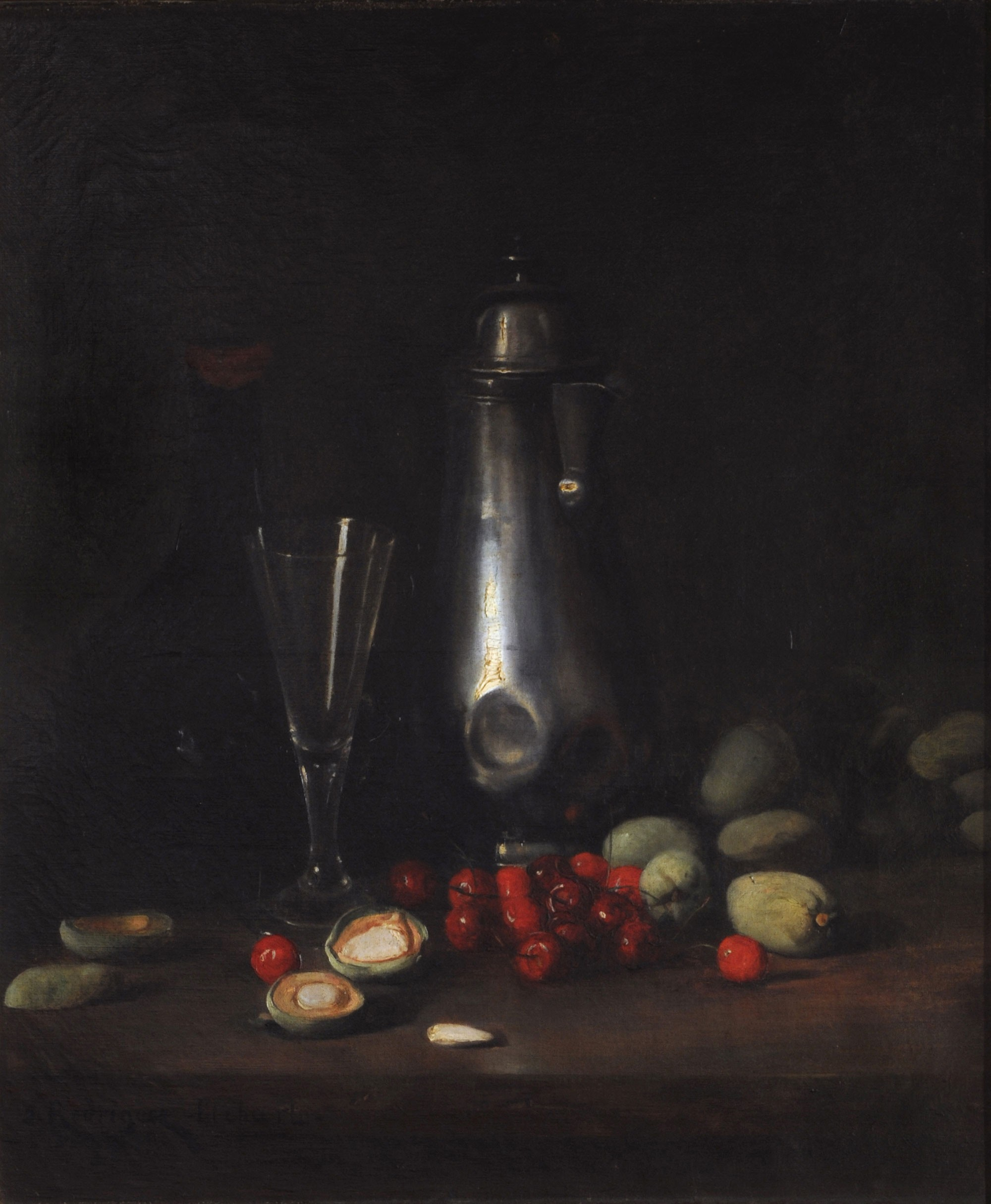
Natura morta, senza data